# 1927 en Grèce
Chronologie de la Grèce
- 1923
- 1924
- 1925
- 1926
- 1927
- 1928
- 1929
- 1930
- 1931

Cette page concerne les évènements survenus en 1927 en Grèce  :

## Évènement
- 9-10 mai : Premier festival de Delphes (en)

## Sport
- Championnat panhellénique (1926-1927) (en)
- Championnat panhellénique (1927-1928) (en)
- Création des clubs : EA Patras (omnisports), Ethnikos Asteras, Ilisiakos F.C. (en), Marko 1927 F.C. (en), Panegialios, G.S. Phoebus Kremasti F.C. (en), AO Proodeftiki, Theseus Agria F.C. (en), Tilikratis F.C. (en) (football).
- Création du championnat de Grèce de football.

## Sortie de film
- Les Aventures de Vilar

## Création
- Banque de Grèce
- Commission hellénique des marchés de capitaux (en)
- Musée d'art asiatique de Corfou
- Néa Estía, magazine littéraire.
- Organisation nationale grecque du tourisme
- Sénat grec
- Synagogue Monastir de Thessalonique
- Union nationale de Grèce, parti politique antisémite.
- Union turque de Xanthi (en)
- Université Panteion

## Naissance
- Paraskevás Avgerinós, député européen.
- Thanássis Exarchópoulos, peintre, graveur et professeur d'université.
- Níkos Fóskolos, scénariste et réalisateur.
- Iró Konstantopoúlou, résistant.
- Marcel Mérovée, acteur français.
- Kóstas Takhtsís, écrivain.
- Erríkos Thalassinós, poète, réalisateur de cinéma et de télévision.
- Tzannís Tzannetákis, Premier ministre.
- Thanássis Véngos, acteur.

## Décès
- Geórgios Soúlios, combattant.
- Thomás Oikonómou (en), acteur.
- Spirídon Deviázis (el), historien.